# Luigi Dadda
Luigi Dadda (* 29. April 1923 in Lodi, Italien; † 26. Oktober 2012 in Mailand) war ein italienischer Computer-Pionier und von 1972 bis 1984 Rektor der polytechnischen Universität Mailand mit Arbeiten auf dem Gebiet der technischen Informatik. Nach ihm ist der in der Digitaltechnik eingesetzte Dadda-Multiplizierer benannt.
Dadda studierte zunächst Elektrotechnik auf der polytechnischen Universität Mailand und schloss das Studium mit einer Arbeit über eine drahtlose Signalübertragung zwischen den Städten Turin und Triest im Jahr 1947 ab. Es folgten, mit finanzieller Unterstützung der National Science Foundation, im Jahr 1953 unter anderem Studienaufenthalte am California Institute of Technology (Caltech) und Arbeiten mit Analogcomputern. Im Jahr 1960 wurde er ordentlicher Professor an der polytechnischen Universität Mailand, 1962 Vorsitzender der Fakultät für Elektrotechnik. Weiters war er Gründungsmitglied der Associazione Italiana per l'Informatica ed il Calcolo Automatico (AICA), deren Vorsitzender er von 1967 bis 1970 war. Zwischen 1980 und 1982 war er Vorsitzender der Kommission für Wissenschaft und Technologie bei der italienischen Präsidentschaft des Ministerrates.

## Auszeichnungen
- 1974: Großoffizier des Verdienstordens der Italienischen Republik
- 1976: Großkreuz des Verdienstordens der Italienischen Republik[4]
- 2016: IEEE Milestone award (post mortem)